# Satsumasendai
Satsumasendai (薩摩川内市, Satsumasendai-shi) é uma cidade na prefeitura de Kagoshima, Japão, na ilha de Kyushu, com o território também incluindo as ilhas Koshikijima à oeste.
Em 2004 a cidade tinha uma população estimada em 104 102 habitantes e uma densidade populacional de 152,31 h/km². Tem uma área total de 683,49 km².
Recebeu o estatuto de cidade a 12 de Outubro de 2004.

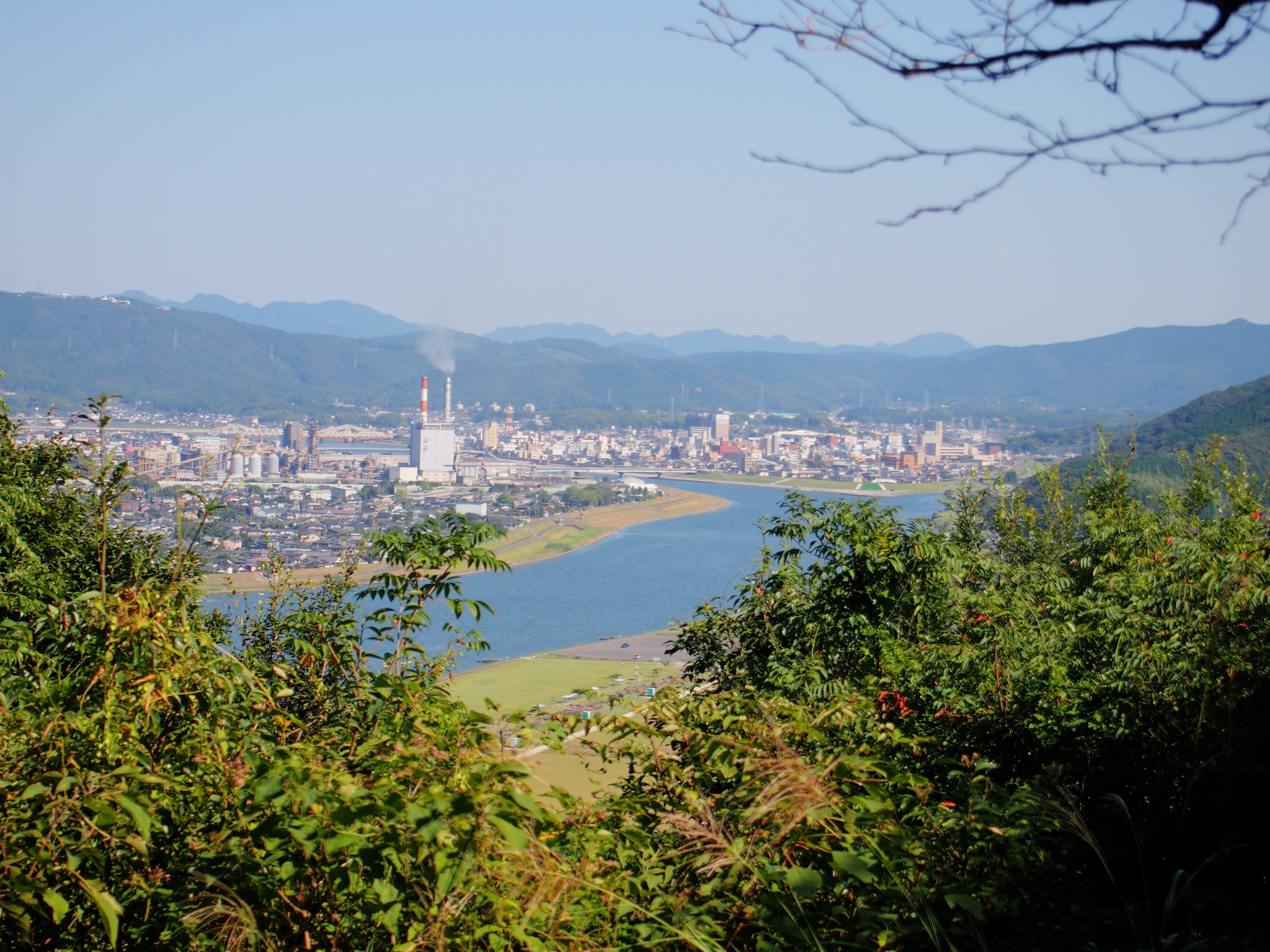
Vista do Rio Sendai, que flui através da cidade